# کمپین ریاست جمهوری ۲۰۲۰ مایکل بلومبرگ
کمپین ریاست جمهوری ۲۰۲۰ مایکل بلومبرگ وقتی بیزنس‌من و شهردار سابق نیویورک مایک بلومبرگ در ۲۱ نوامبر ۲۰۱۹ اظهارنامه نامزدی خود را برای سمت رئیس‌جمهور ایالات متحده آمریکا به عنوان یکی از اعضای حزب دمکرات به کمیسیون فدرال انتخابات تقدیم کرد، شروع شد. کمپین رسماً در ۲۴ نوامبر ۲۰۱۹ شروع به کار کرد.